# Mistrzostwa Świata w Hokeju na Lodzie 2009 (I Dywizja)
Mistrzostwa Świata w Hokeju na Lodzie I dywizji 2009 odbyły się w dwóch państwach: na Litwie (Wilno) oraz w Polsce (Toruń). Zawody rozgrywane były w dniach 6 – 13 kwietnia. To 13 turniej o awans do Elity mistrzostw świata (wcześniej grupy A).
W tej części mistrzostw uczestniczy 12 drużyn, które podzielone są na dwie grupy, w których rozgrywają mecze systemem każdy z każdym. Najlepsze drużyny awansują do Elity. Najgorsze spadają do II dywizji.
Hale, w których odbyły się zawody to:
- Siemens Arena (Wilno)
- Tor-Tor (Toruń)

## Grupa A

### Wyniki
| 11 kwietnia 2009 | Chorwacja | 1:7 | Japonia | Siemens Arena, Wilno |

| Szczegóły      | Szczegóły            | Szczegóły       | Szczegóły | Szczegóły                                  |
| -------------- | -------------------- | --------------- | --- | ------------------------------------------ |
| Godzina: 13:00 | 04:49 (EQ) K. Švigir | (1:1, 0:4, 0:2) | 12:44 (PP1) S. Sato 21:54 (EQ) Y. Ilmura 33:48 (EQ) T. Saito 35:20 (EQ) T. Suzuki 39:57 (EQ) D. Obara 45:32 (EQ) T. Saito 51:40 (PS) S. Sato | Widzów: 300 Sędzia główny: Antonín Jeřábek |

| 11 kwietnia 2009 | Australia | 0:6 | Słowenia | Siemens Arena, Wilno |

| Szczegóły      | Szczegóły | Szczegóły       | Szczegóły | Szczegóły                              |
| -------------- | --------- | --------------- | --- | -------------------------------------- |
| Godzina: 16:30 |           | (0:3, 0:3, 0:0) | 00:35 (EQ) A. Hebar 11:59 (EQ) M. Šivic 16:02 (EQ) S. Kovačevič 25:20 (EQ) M. Hočevar 26:06 (EQ) T. Razingar 28:54 (PP) M. Šivic | Widzów: 1000 Sędzia główny: Juraj Konc |

| 11 kwietnia 2009 | Litwa | 1:5 | Kazachstan | Siemens Arena, Wilno |

| Szczegóły      | Szczegóły                  | Szczegóły       | Szczegóły | Szczegóły                             |
| -------------- | -------------------------- | --------------- | --- | ------------------------------------- |
| Godzina: 20:00 | D. Kumeliauskas 46:25 (EQ) | (0:2, 0:1, 1:2) | 02:37 (EQ) S. Jakowienko 03:57 (PP) J. Rymariew 25:29 (EQ) I. Sołariew 53:14 (PP) R. Sawczenko 54:29 (PP) A. Korieszkow | Widzów: 7300 Sędzia główny: Pat Smith |

| 12 kwietnia 2009 | Japonia | 7:1 | Australia | Siemens Arena, Wilno |

| Szczegóły      | Szczegóły | Szczegóły       | Szczegóły             | Szczegóły                                 |
| -------------- | --- | --------------- | --------------------- | ----------------------------------------- |
| Godzina: 13:00 | S. Kuji 05:32 (EQ) T. Saito 18:51 (PP) S. Sato 19:44 (EQ) D. Obara 24:48 (EQ) M. Nishiwaki 29:19 (EQ) T. Saito 35:35 (SH) M. Kawashima 57:15 (PP) | (3:0, 3:1, 1:0) | 37:28 (EQ) J. Seymour | Widzów: 250 Sędzia główny: Richard Schutz |

| 12 kwietnia 2009 | Kazachstan | 6:1 | Chorwacja | Siemens Arena, Wilno |

| Szczegóły      | Szczegóły | Szczegóły       | Szczegóły                | Szczegóły                              |
| -------------- | --- | --------------- | ------------------------ | -------------------------------------- |
| Godzina: 16:30 | A. Samochwałow 07:06 (EQ) J. Rymariew 07:44 (PP) A. Gawrilin 11:46 (EQ) J. Mazunin 25:06 (EQ) R. Starczenko 32:41 (SH) R. Starczenko 36:08 (EQ) | (3:0, 3:1, 0:0) | 34:57 (PP) M. Mlađenović | Widzów: 1200 Sędzia główny: Juraj Konc |

| 12 kwietnia 2009 | Słowenia | 8:2 | Litwa | Siemens Arena, Wilno |

| Szczegóły      | Szczegóły | Szczegóły       | Szczegóły                                 | Szczegóły                                   |
| -------------- | --- | --------------- | ----------------------------------------- | ------------------------------------------- |
| Godzina: 20:00 | J. Milovanovič 24:47 (PP) M. Hočevar 27:48 (EQ) M. Šivic 32:46 (PP) M. Robar 38:42 (PP) D. Rodman 43:24 (PP) M. Šivic 46:49 (EQ) T. Razingar 51:39 (EQ) A. Hebar 58:40 (PP) | (0:0, 4:0, 4:2) | 40:33 (EQ) A. Katulis 56:37 (SH) A. Bosas | Widzów: 5400 Sędzia główny: Antonín Jeřábek |

| 14 kwietnia 2009 | Kazachstan | 3:1 | Japonia | Siemens Arena, Wilno |

| Szczegóły      | Szczegóły                                                            | Szczegóły       | Szczegóły           | Szczegóły                                  |
| -------------- | -------------------------------------------------------------------- | --------------- | ------------------- | ------------------------------------------ |
| Godzina: 13:00 | A. Woroncow 18:36 (EQ) A. Gawrilin 30:46 (PP) J. Rymariew 57:03 (PP) | (1:0, 1:1, 1:0) | 27:32 (PP) T. Saito | Widzów: 300 Sędzia główny: Antonín Jeřábek |

| 14 kwietnia 2009 | Słowenia | 4:2 | Chorwacja | Siemens Arena, Wilno |

| Szczegóły      | Szczegóły                                                                                   | Szczegóły       | Szczegóły                                     | Szczegóły                                 |
| -------------- | ------------------------------------------------------------------------------------------- | --------------- | --------------------------------------------- | ----------------------------------------- |
| Godzina: 16:30 | T. Razingar 17:28 (PP) J. Milovanovič 34:08 (PP) T. Razingar 41:30 (EQ) M. Robar 44:15 (PP) | (1:0, 1:2, 2:0) | 22:31 (EQ) P. Trstenjak 23:00 (EQ) D. Jakovac | Widzów: 600 Sędzia główny: Richard Schutz |

| 14 kwietnia 2009 | Australia | 3:9 | Litwa | Siemens Arena, Wilno |

| Szczegóły      | Szczegóły                                                          | Szczegóły       | Szczegóły | Szczegóły                             |
| -------------- | ------------------------------------------------------------------ | --------------- | --- | ------------------------------------- |
| Godzina: 20:00 | V. Stransky 32:24 (EQ) R. Franchini 51:49 (PP) D. Upton 56:48 (EQ) | (0:5, 1:2, 2:2) | 04:12 (EQ) Š. Kuliešius 07:49 (EQ) S. Ivanuškin 13:17 (EQ) Š. Kuliešius 14:10 (EQ) A. Katulis 15:06 (EQ) D. Lelėnas 31:15 (EQ) S. Ivanuškin 39:11 (PP) D. Kumeliauskas 45:01 (EQ) P. Verenis 49:07 (EQ) A. Katulis | Widzów: 6400 Sędzia główny: Pat Smith |

| 15 kwietnia 2009 | Japonia | 1:2 | Słowenia | Siemens Arena, Wilno |

| Szczegóły      | Szczegóły            | Szczegóły       | Szczegóły                               | Szczegóły                            |
| -------------- | -------------------- | --------------- | --------------------------------------- | ------------------------------------ |
| Godzina: 13:00 | A. Keller 23:05 (PP) | (0:1, 1:1, 0:0) | 05:59 (EQ) A. Hebar 24:04 (SH) A. Mušič | Widzów: 300 Sędzia główny: Pat Smith |

| 15 kwietnia 2009 | Kazachstan | 13:2 | Australia | Siemens Arena, Wilno |

| Szczegóły      | Szczegóły | Szczegóły       | Szczegóły                                 | Szczegóły                                 |
| -------------- | --- | --------------- | ----------------------------------------- | ----------------------------------------- |
| Godzina: 16:30 | R. Sawczenko 03:51 (PP) J. Rymariew 04:35 (SH) W. Krasnosłobodcew 07:29 (EQ) R. Starczenko 12:47 (EQ) M. Bielajew 19:34 (PP) A. Woroncow 36:46 (EQ) J. Rymariew 39:50 (EQ) A. Gawrilin 40:27 (EQ) M. Bielajew 50:11 (EQ) W. Krasnosłobodcew 52:26 (EQ) R. Starczenko 53:51 (EQ) W. Krasnosłobodcew 55:38 (EQ) M. Bielajew 56:46 (EQ) | (5:0, 2:0, 6:2) | 46:59 (EQ) M. Villani 55:00 (PP) D. Upton | Widzów: 400 Sędzia główny: Richard Schutz |

| 15 kwietnia 2009 | Litwa | 7:2 | Chorwacja | Siemens Arena, Wilno |

| Szczegóły      | Szczegóły | Szczegóły       | Szczegóły                                   | Szczegóły                              |
| -------------- | --- | --------------- | ------------------------------------------- | -------------------------------------- |
| Godzina: 20:00 | Š. Kuliešius 03:45 (PP) D. Vaiciukevičius 13:57 (EQ) P. Nausėda 30:47 (EQ) D. Lelėnas 42:50 (PP) D. Lelėnas 53:59 (EQ) M. Šlikas 59:24 (EQ) D. Lelėnas 59:59 (EQ) | (2:1, 1:0, 4:1) | 07:53 (EQ) D. Kanaet 57:37 (PP) B. Rendulić | Widzów: 7400 Sędzia główny: Juraj Konc |

| 17 kwietnia 2009 | Chorwacja | 5:1 | Australia | Siemens Arena, Wilno |

| Szczegóły      | Szczegóły | Szczegóły       | Szczegóły            | Szczegóły                             |
| -------------- | --- | --------------- | -------------------- | ------------------------------------- |
| Godzina: 13:00 | V. Žibret 12:04 (EQ) V. Žibret 20:16 (EQ) V. Žibret 34:13 (EQ) J. Kučera 52:44 (EQ) M. Mlađenović 54:02 (EQ) | (1:0, 2:1, 2:0) | 39:35 (PP) R. Strake | Widzów: 350 Sędzia główny: Juraj Konc |

| 17 kwietnia 2009 | Słowenia | 1:2 | Kazachstan | Siemens Arena, Wilno |

| Szczegóły      | Szczegóły           | Szczegóły       | Szczegóły                                     | Szczegóły                                   |
| -------------- | ------------------- | --------------- | --------------------------------------------- | ------------------------------------------- |
| Godzina: 16:30 | M. Šivic 56:11 (PP) | (0:1, 0:1, 1:0) | 08:24 (EQ) I. Sołariew 29:56 (EQ) I. Sołariew | Widzów: 4800 Sędzia główny: Antonín Jeřábek |

| 17 kwietnia 2009 | Japonia | 5:1 | Litwa | Siemens Arena, Wilno |

| Szczegóły      | Szczegóły                                                                                               | Szczegóły       | Szczegóły             | Szczegóły                             |
| -------------- | --- | --------------- | --------------------- | ------------------------------------- |
| Godzina: 20:00 | T. Kamino 06:40 (EQ) S. Kuji 26:47 (EQ) M. Kawashima 33:38 (PP) D. Obara 36:22 (EQ) T. Saito 48:03 (EQ) | (1:0, 3:1, 1:0) | 38:09 (EQ) P. Verenis | Widzów: 8700 Sędzia główny: Pat Smith |

### Tabela
Lp. = lokata, M = liczba rozegranych spotkań, W = Wygrane, WpD = Wygrane po dogrywce lub karnych, PpD = Porażki po dogrywce lub karnych, P = Porażki, G+ = Gole strzelone, G- = Gole stracone, Pkt = Liczba zdobytych punktów
| Lp. | Zespół     | M | W | WpD | PpD | P | G + | G - | +/- | Pkt |
| --- | ---------- | - | - | --- | --- | - | --- | --- | --- | --- |
| 1   | Kazachstan | 5 | 5 | 0   | 0   | 0 | 29  | 6   | +23 | 15  |
| 2   | Słowenia   | 5 | 4 | 0   | 0   | 1 | 21  | 7   | +14 | 12  |
| 3   | Japonia    | 5 | 3 | 0   | 0   | 2 | 21  | 8   | +13 | 9   |
| 4   | Litwa      | 5 | 2 | 0   | 0   | 3 | 20  | 23  | -3  | 6   |
| 5   | Chorwacja  | 5 | 1 | 0   | 0   | 4 | 11  | 25  | -14 | 3   |
| 6   | Australia  | 5 | 0 | 0   | 0   | 5 | 7   | 40  | -33 | 0   |

### Statystyki
| Lp. | Zawodnik           | Mecze | Gole | Strzały |
| --- | ------------------ | ----- | ---- | ------- |
| 1.  | Jewgienij Rymariew | 5     | 5    | 13      |
| 1.  | Takeshi Saito      | 5     | 5    | 18      |
| 1.  | Mitja Šivic        | 5     | 5    | 15      |
| 4.  | Darius Lelėnas     | 5     | 4    | 22      |
| 4.  | Tomaž Razingar     | 5     | 4    | 9       |

| Lp. | Zawodnik              | Asysty |
| --- | --------------------- | ------ |
| 1.  | Wadim Krasnosłobodcew | 6      |
| 2.  | Marcel Rodman         | 5      |
| 3.  | Andriej Gawrilin      | 4      |
| 3.  | Tadas Kumeliauskas    | 4      |
| 3.  | Petras Nausėda        | 4      |

| Lp. | Zawodnik              | Mecze | Gole | Asysty | Punkty |
| --- | --------------------- | ----- | ---- | ------ | ------ |
| 1.  | Takeshi Saito         | 5     | 5    | 4      | 9      |
| 2.  | Wadim Krasnosłobodcew | 5     | 3    | 6      | 9      |
| 3.  | Mitja Šivic           | 5     | 5    | 3      | 8      |
| 4.  | Tomaž Razingar        | 5     | 4    | 4      | 8      |
| 5.  | Jewgienij Rymariew    | 5     | 5    | 2      | 7      |

| Lp. | Zawodnik              | Punkty |
| --- | --------------------- | ------ |
| 1.  | Wadim Krasnosłobodcew | +9     |
| 2.  | Andriej Gawrilin      | +8     |
| 2.  | Ilja Sołariew         | +8     |
| 4.  | Tomas Vyšniauskas     | +7     |
| 5.  | Jewgienij Fadiejew    | +7     |

| Lp. | Zawodnik          | Mecze | Kary |
| --- | ----------------- | ----- | ---- |
| 1.  | Andrius Kaminskas | 5     | 51   |
| 2.  | Mindaugas Kieras  | 5     | 27   |
| 2.  | Takeshi Saito     | 5     | 27   |
| 4.  | Darius Lelėnas    | 5     | 20   |
| 5.  | Igor Jačmenjak    | 4     | 16   |

| Lp. | Zawodnik             | GAA  | Obrona |
| --- | -------------------- | ---- | ------ |
| 1.  | Aleksiej Kuzniecow   | 1.00 | 95.08% |
| 2.  | Andrej Hočevar       | 1.40 | 93.40% |
| 3.  | Masahito Haruna      | 1.76 | 92.22% |
| 4.  | Nerijus Dauksevičius | 3.55 | 89.08% |
| 5.  | Matt Ezzy            | 7.17 | 86.26% |

## Grupa B

### Wyniki
| 11 kwietnia 2009 | Wielka Brytania | 2:4 | Ukraina | Tor-Tor, Toruń |

| Szczegóły      | Szczegóły                                 | Szczegóły       | Szczegóły                                                                                         | Szczegóły                                |
| -------------- | ----------------------------------------- | --------------- | ------------------------------------------------------------------------------------------------- | ---------------------------------------- |
| Godzina: 13:00 | D. Clarke 28:43 (EQ) D. Meyers 48:41 (PP) | (0:0, 1:1, 1:3) | 38:46 (EQ) O. Szafarenko 47:51 (SH) W. Łytwynenko 56:33 (EQ) S. Warłamow 57:49 (EQ) W. Łytwynenko | Widzów: 508 Sędzia główny: Eduards Odiņš |

| 11 kwietnia 2009 | Rumunia | 0:11 | Włochy | Tor-Tor, Toruń |

| Szczegóły      | Szczegóły | Szczegóły       | Szczegóły | Szczegóły                                   |
| -------------- | --------- | --------------- | --- | ------------------------------------------- |
| Godzina: 16:30 |           | (0:5, 0:4, 0:2) | 02:05 (PP) J. Parco 09:12 (PP) L. Ansoldi 09:48 (EQ) G. de Bettin 11:23 (EQ) S. Margoni 11:56 (EQ) R. Ramoser 27:44 (EQ) S. Zisser 30:51 (PP) P. Iannone 37:20 (EQ) R. Ramoser 38:15 (PP) S. Zisser 47:44 (EQ) J. Parco 49:59 (EQ) M. Souza | Widzów: 403 Sędzia główny: Morgan Johansson |

| 11 kwietnia 2009 | Holandia | 1:3 | Polska | Tor-Tor, Toruń |

| Szczegóły      | Szczegóły            | Szczegóły       | Szczegóły                                                               | Szczegóły                                   |
| -------------- | -------------------- | --------------- | ----------------------------------------------------------------------- | ------------------------------------------- |
| Godzina: 20:00 | A. Ramoul 30:46 (PP) | (0:1, 1:1, 0:1) | 03:07 (PP) M. Urbanowicz 37:56 (EQ) T. Malasiński 42:28 (EQ) M. Łopuski | Widzów: 2995 Sędzia główny: Martin Reichert |

| 13 kwietnia 2009 | Włochy | 5:2 | Wielka Brytania | Tor-Tor, Toruń |

| Szczegóły      | Szczegóły | Szczegóły       | Szczegóły                                | Szczegóły                              |
| -------------- | --- | --------------- | ---------------------------------------- | -------------------------------------- |
| Godzina: 13:00 | T. Johnson 09:37 (EQ) S. Marchetti 10:52 (EQ) D. Iori 19:33 (EQ) S. Margoni 29:58 (SH) P. Iannone 34:12 (EQ) | (3:0, 2:1, 0:1) | 38:55 (EQ) C. Shields 46:00 (PP) R. Dowd | Widzów: 709 Sędzia główny: Scott Bokal |

| 13 kwietnia 2009 | Ukraina | 5:1 | Holandia | Tor-Tor, Toruń |

| Szczegóły      | Szczegóły | Szczegóły       | Szczegóły               | Szczegóły                                   |
| -------------- | --- | --------------- | ----------------------- | ------------------------------------------- |
| Godzina: 16:30 | O. Tymczenko 05:52 (EQ) S. Kłymentjew 31:16 (PP) O. Szafarenko 34:06 (EQ) A. Sriubko 36:55 (SH) O. Szafarenko 45:45 (PP) | (1:0, 3:0, 1:1) | 48:14 (PP) J. Schaafsma | Widzów: 512 Sędzia główny: Morgan Johansson |

| 13 kwietnia 2009 | Polska | 7:0 | Rumunia | Tor-Tor, Toruń |

| Szczegóły      | Szczegóły | Szczegóły       | Szczegóły | Szczegóły                                 |
| -------------- | --- | --------------- | --------- | ----------------------------------------- |
| Godzina: 20:00 | M. Łopuski 02:06 (EQ) M. Kolusz 17:18 (PP) M. Kolusz 31:06 (PP) M. Kolusz 33:59 (PP) M. Łopuski 35:49 (EQ) S. Kowalówka 37:11 (EQ) T. Malasiński 55:14 (SH) | (2:0, 4:0, 1:0) |           | Widzów: 2611 Sędzia główny: Eduards Odiņš |

| 14 kwietnia 2009 | Włochy | 4:0 | Holandia | Tor-Tor, Toruń |

| Szczegóły      | Szczegóły                                                                                 | Szczegóły       | Szczegóły | Szczegóły                                |
| -------------- | ----------------------------------------------------------------------------------------- | --------------- | --------- | ---------------------------------------- |
| Godzina: 13:00 | T. Johnson 01:53 (EQ) T. Johnson 08:39 (EQ) N. Fontanive 11:33 (EQ) M. de Toni 44:27 (EQ) | (3:0, 0:0, 1:0) |           | Widzów: 402 Sędzia główny: Eduards Odiņš |

| 14 kwietnia 2009 | Rumunia | 0:8 | Wielka Brytania | Tor-Tor, Toruń |

| Godzina: 16:30 |  | (0:0, 0:3, 0:5) | 23:30 (PP) G. Chambers 30:42 (EQ) J. Weaver 39:16 (EQ) C. Shields 44:11 (EQ) M. Myers 50:12 (SH) D. Phillips 52:24 (EQ) B. O’Connor 58:47 (PP) D. Clarke 59:23 (EQ) D. Clarke | Widzów: 532 Sędzia główny: Martin Reichert |

| 14 kwietnia 2009 | Ukraina | 2:1 pk. | Polska | Tor-Tor, Toruń |

| Szczegóły      | Szczegóły                                    | Szczegóły                 | Szczegóły              | Szczegóły                               |
| -------------- | -------------------------------------------- | ------------------------- | ---------------------- | --------------------------------------- |
| Godzina: 20:00 | A. Sriubko 13:29 (PP) S. Warłamow 65:00 (PS) | (1:1, 0:0, 0:0, 0:0, 1:0) | 06:27 (PP) A. Borzęcki | Widzów: 3215 Sędzia główny: Scott Bokal |

| 16 kwietnia 2009 | Wielka Brytania | 3:2 | Holandia | Tor-Tor, Toruń |

| Szczegóły      | Szczegóły                                                     | Szczegóły       | Szczegóły                                       | Szczegóły                              |
| -------------- | ------------------------------------------------------------- | --------------- | ----------------------------------------------- | -------------------------------------- |
| Godzina: 13:00 | P. Hill 08:34 (EQ) D. Longstaff 15:41 (EQ) A. Tait 17:26 (EQ) | (3:0, 0:1, 0:1) | 22:54 (EQ) J. Schaafsma 57:28 (EQ) J. Schaafsma | Widzów: 694 Sędzia główny: Scott Bokal |

| 16 kwietnia 2009 | Ukraina | 7:0 | Rumunia | Tor-Tor, Toruń |

| Szczegóły      | Szczegóły | Szczegóły       | Szczegóły | Szczegóły                                  |
| -------------- | --- | --------------- | --------- | ------------------------------------------ |
| Godzina: 16:30 | O. Tymczenko 02:40 (EQ) A. Hnidenko 05:41 (EQ) D. Cyrul 31:33 (EQ) A. Michnow 36:53 (EQ) S. Kłymentjew 39:50 (SH) O. Szafarenko 46:29 (EQ) S. Charczenko 55:56 (EQ) | (2:0, 3:0, 2:0) |           | Widzów: 452 Sędzia główny: Martin Reichert |

| 16 kwietnia 2009 | Polska | 2:4 | Włochy | Tor-Tor, Toruń |

| Szczegóły      | Szczegóły                                  | Szczegóły       | Szczegóły                                                                                    | Szczegóły                                    |
| -------------- | ------------------------------------------ | --------------- | -------------------------------------------------------------------------------------------- | -------------------------------------------- |
| Godzina: 20:00 | M. Łopuski 08:23 (PP) M. Kolusz 57:53 (EQ) | (1:0, 0:2, 1:2) | 23:04 (PP) C. Borgatello 37:31 (EQ) R. Ramoser 55:10 (PP) R. Ramoser 57:19 (EN) N. Fontanive | Widzów: 3248 Sędzia główny: Morgan Johansson |

| 17 kwietnia 2009 | Holandia | 5:1 | Rumunia | Tor-Tor, Toruń |

| Szczegóły      | Szczegóły | Szczegóły       | Szczegóły           | Szczegóły                                |
| -------------- | --- | --------------- | ------------------- | ---------------------------------------- |
| Godzina: 13:00 | T. Demelinne 18:10 (PP) B. Willemse 32:41 (PP) J. Schaafsma 33:32 (PP) J. Schaafsma 46:51 (EQ) M. Korthuis 49:51 (SH) | (1:0, 2:0, 2:1) | 48:50 (EQ) T. Becze | Widzów: 406 Sędzia główny: Eduards Odiņš |

| 17 kwietnia 2009 | Włochy | 2:0 | Ukraina | Tor-Tor, Toruń |

| Szczegóły      | Szczegóły                                     | Szczegóły       | Szczegóły | Szczegóły                                   |
| -------------- | --------------------------------------------- | --------------- | --------- | ------------------------------------------- |
| Godzina: 16:30 | R. Ramoser 34:01 (PP) N. Fontanive 58:36 (EN) | (0:0, 1:0, 1:0) |           | Widzów: 1118 Sędzia główny: Martin Reichert |

| 17 kwietnia 2009 | Polska | 1:2 pd. | Wielka Brytania | Tor-Tor, Toruń |

| Szczegóły      | Szczegóły             | Szczegóły            | Szczegóły                                  | Szczegóły                                    |
| -------------- | --------------------- | -------------------- | ------------------------------------------ | -------------------------------------------- |
| Godzina: 20:00 | M. Łopuski 44:08 (PP) | (0:0, 0:1, 1:0, 0:1) | 30:58 (EQ) D. Longstaff 61:54 (EQ) A. Tait | Widzów: 2704 Sędzia główny: Morgan Johansson |

### Tabela
Lp. = lokata, M = liczba rozegranych spotkań, W = Wygrane, WpD = Wygrane po dogrywce lub karnych, PpD = Porażki po dogrywce lub karnych, P = Porażki, G+ = Gole strzelone, G- = Gole stracone, Pkt = Liczba zdobytych punktów
| Lp. | Zespół          | M | W | WpD | PpD | P | G + | G - | +/- | Pkt |
| --- | --------------- | - | - | --- | --- | - | --- | --- | --- | --- |
| 1   | Włochy          | 5 | 5 | 0   | 0   | 0 | 26  | 4   | +22 | 15  |
| 2   | Ukraina         | 5 | 3 | 1   | 0   | 1 | 17  | 5   | +12 | 11  |
| 3   | Wielka Brytania | 5 | 2 | 1   | 0   | 2 | 17  | 12  | +5  | 8   |
| 4   | Polska          | 5 | 2 | 0   | 2   | 1 | 14  | 9   | +5  | 8   |
| 5   | Holandia        | 5 | 1 | 0   | 0   | 4 | 9   | 16  | -7  | 3   |
| 6   | Rumunia         | 5 | 0 | 0   | 0   | 5 | 1   | 38  | -37 | 0   |

### Statystyki
| Lp. | Zawodnik        | Mecze | Gole | Strzały |
| --- | --------------- | ----- | ---- | ------- |
| 1.  | Mikołaj Łopuski | 5     | 5    | 18      |
| 1.  | Roland Ramoser  | 5     | 5    | 12      |
| 1.  | Jamie Schaafsma | 5     | 5    | 20      |
| 4.  | Marcin Kolusz   | 5     | 4    | 14      |
| 4.  | Ołeh Szafarenko | 5     | 4    | 13      |

| Lp. | Zawodnik           | Asysty |
| --- | ------------------ | ------ |
| 1.  | Greg Chambers      | 6      |
| 2.  | Luca Ansoldi       | 5      |
| 2.  | Trevor Johnson     | 5      |
| 2.  | Leszek Laszkiewicz | 5      |
| 5.  | Adam Borzęcki      | 4      |

| Lp. | Zawodnik         | Mecze | Gole | Asysty | Punkty |
| --- | ---------------- | ----- | ---- | ------ | ------ |
| 1.  | Roland Ramoser   | 5     | 5    | 3      | 8      |
| 2.  | Trevor Johnson   | 5     | 3    | 5      | 8      |
| 3.  | Jamie Schaafsma  | 5     | 5    | 2      | 7      |
| 4.  | Greg Chambers    | 5     | 1    | 6      | 7      |
| 5.  | Nicola Fontanive | 5     | 3    | 3      | 6      |

| Lp. | Zawodnik       | Punkty |
| --- | -------------- | ------ |
| 1.  | Armin Helfer   | +7     |
| 2.  | Trevor Johnson | +7     |
| 3.  | Steven Gallace | +7     |
| 3.  | Roland Ramoser | +7     |
| 5.  | Luca Ansoldi   | +6     |

| Lp. | Zawodnik        | Mecze | Kary |
| --- | --------------- | ----- | ---- |
| 1.  | Mariusz Jakubik | 5     | 41   |
| 2.  | Serhij Warłamow | 5     | 35   |
| 3.  | Adam Borzęcki   | 4     | 33   |
| 4.  | Stefan Zisser   | 5     | 27   |
| 5.  | Csanád Virág    | 5     | 22   |

| Lp. | Zawodnik            | GAA  | Obrona |
| --- | ------------------- | ---- | ------ |
| 1.  | Thomas Tragust      | 0.50 | 98.15% |
| 2.  | Kostiantyn Simczuk  | 1.31 | 95.00% |
| 3.  | Krzysztof Zborowski | 0.98 | 94.74% |
| 4.  | Rafał Radziszewski  | 1.97 | 93.33% |
| 5.  | Jody Lehman         | 2.29 | 93.06% |

### Nagrody indywidualne
Dyrektoriat turnieju wybrał trójkę najlepszych zawodników, po jednej na każdej pozycji:
- Bramkarz:  Thomas Tragust
- Obrońca:  Trevor Johnson
- Napastnik:  Andrij Michnow

Skład gwiazd wybrany przez dziennikarzy:
- Bramkarz:  Thomas Tragust
- Obrońcy:  Trevor Johnson,  Adam Borzęcki
- Napastnicy:  Mikołaj Łopuski,  Roland Ramoser,  Ołeh Szafarenko